# Olocausto (romanzo)
Olocausto - Holocaust nell'originale in lingua inglese - è il titolo di un romanzo scritto da Gerald Green e pubblicato la prima volta nel 1978 da Transwolrd Publishers. In Italia è stato pubblicato l'anno successivo da Sperling & Kupfer nella traduzione di Katya Gordini.
Il libro - divenuto best seller con traduzioni in vari idiomi - trae spunto dall'olocausto compiuto durante la seconda guerra mondiale a danno del popolo ebraico ed è dedicato "Alla memoria dei Sei Milioni, dei Sopravvissuti e di Coloro che hanno reagito".
L'autore ha strutturato le vicende narrate dal romanzo sulla base di una sceneggiatura scritta per una miniserie televisiva omonima, vincitrice di otto premi Emmy. In riconoscimento della sua opera letteraria gli è stato assegnato da Dag Hammarskjöld il Premio internazionale della pace per la letteratura nel 1979.
Anche se il libro sembra narrare una storia realmente accaduta, sia i protagonisti che i dialoghi sono immaginari. Esso contiene comunque numerosi riferimenti a fatti e personaggi storici di questo drammatico periodo.

## Incipit dal Prologo
Kibbutz Agam, Israele, novembre 1952 (prospettiva di Rudi Weiss):
(Edizione 1979, Sperling & Kupfer, traduzione di Katya Gordini)

## Contenuto
Il libro costituisce un affresco di un periodo che ha segnato la storia, descritto secondo la visione in soggettiva dei due protagonisti: una sorta di diario parallelo delle vite di chi si crede vincitore (l'ufficiale nazista) ed è dichiarato sconfitto dalla storia, e di chi quale vittima (il giovane ebreo pronto a lottare per la sopravvivenza) risulta figura eroica simbolo del sacrificio di un popolo cui non viene accordata tregua.
La storia ha inizio con il matrimonio del primogenito, il pittore Karl Weiss con Inga una ragazza cristiana ultimo momento di serenità prima delle persecuzioni. La stretta nazista si stringe sempre di più sugli ebrei e anche la famiglia Weiss ne sente le conseguenze. La Notte dei cristalli segna l'inizio della fine: a seguito di questa notte di violenza i nonni di Karl si suicidano con l'arsenico, mentre Anna la sorella più piccola viene violentata e non si riprenderà più dallo shock. Verrà mandata in un istituto dove morirà come cavia per i primi esperimenti che presagiscono alla soluzione finale. Il padre di Karl, il dottor Josef Weiss e la madre Berta, pianista, vengono prima costretti alla deportazione in Polonia a vivere nel ghetto e poi portati ad Auschwitz dove moriranno nelle camere a gas. Rudi il fratello ribelle di Karl fugge per non essere catturato dai tedeschi e si unisce, in Cecoslovacchia, alla resistenza. Si sposa con Helena ma sua moglie morirà durante un'azione contro i nazisti. Dopo essere stato catturato parteciperà alla rivolta nel campo di Sobibor.
Anche Karl viene imprigionato e torturato pesantemente quando vengono trovati alcuni quadri da lui dipinti nel campo di prigionia. Nonostante la intercessione di Inga che dovrà sottostare ai ricatti sessuali del comandante del campo, Karl viene spedito ad Auschwitz. Riuscirà a vedere Inga un'ultima volta prima di morire e saprà che lei aspetta un suo bambino.
Alla fine della guerra Inga e Rudi si ritroveranno, segnati dalle sofferenze ma pronti a ricostruire un mondo nuovo dove far vivere il figlio di Karl.
In parallelo si svolge la parabola di Erik Dorf, paziente del dottor Josef Weiss che salirà tutti gli scalini della carriera di SS diventando a sua volta persecutore degli ebrei. Morirà suicida dopo essere stato arrestato dalle forze alleate.

## I treni per Auschwitz

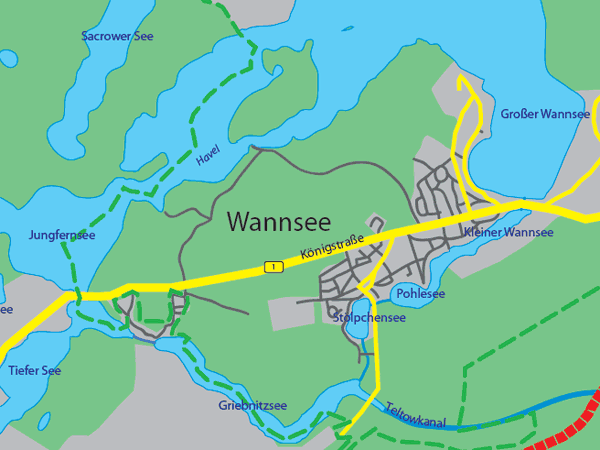
Il bacino del Großer Wannsee, presso Berlino

Mentre Rudi Weiss, il giovane ebreo che ha visto disperdere i componenti della sua famiglia in vari campi di lavoro, è in fuga nei boschi dell'Ucraina invasa dalla Wehrmacht alla disperata ricerca della libertà, il suo alter ego narrativo Erik Dorf, nel gennaio 1942 partecipa - come maggiore delle SS - alla Conferenza di Wannsee, presenti fra gli altri l'SS-Obergruppenführer e capo dell'RSHA Heydrich e l'SS-Obersturmbannführer Adolf Eichmann, ufficiale della Gestapo. In quella riunione - tenuta sul Großer Wannsee, un lago vicino a Berlino - vengono gettate le basi per la fase decisiva della soluzione finale della questione ebraica.
L'autore, narrando questo passaggio della vicenda secondo la prospettiva del diario di Dorf, redatto in data gennaio 1942, prefigura un colloquio fra il giovane ufficiale ed Eichmann riguardo alla faccenda di Auschwitz.
L'azione delle Einsatzgruppen è al culmine eppure risulta insufficiente alla soppressione delle migliaia di ebrei perseguitati. Eichmann racconta a Dorf di avere visitato il campo di concentramento. Ha avuto conferma che Himmler ha dato il suo via libera a Rudolf Hoess (che diverrà il primo comandante del campo) ed ora sta coordinando personalmente gli orari dei treni.
Alla domanda di Dorf: Perché Auschwitz?, la risposta del dirigente della Gestapo è:
(Edizione 1979, Sperling & Kupfer, traduzione di Katya Gordini, pag. 282)